# Gangolf von Kieseritzky
Reinhold Gustav Gangolf von Kieseritzky (* 18. Septemberjul. / 30. September 1847greg. in Fellin; † 28. Dezember 1903jul. / 10. Januar 1904greg. in Sankt Petersburg) war ein deutschbaltischer Klassischer Archäologe.

## Leben
Von 1867 bis 1873 studierte er Klassische Philologie und Archäologie an der Kaiserlichen Universität Dorpat, von 1873 bis 1874 studierte er in München bei Heinrich von Brunn. Am 15. April 1876 erwarb er in Dorpat den philologischen Magister mit einer Arbeit Nike in der Vasenmalerei. Danach bereiste er mehrere Jahre mit einem russischen Staatsstipendium Italien und Griechenland. 1880 wurde er Konservator an der Eremitage in Sankt Petersburg, wo er 1887 als Nachfolger seines Freundes Ludolf Stephani Oberkonservator der Klassischen Altertümer wurde.

## Veröffentlichungen
- Nike in der Vasenmalerei. Teil I. Schnakenburg, Dorpat 1876 (Magisterarbeit, Universität Dorpat, 1876; Digitalisat).
- Stephani, Ludolf. In: Allgemeine Deutsche Biographie (ADB). Band 36, Duncker & Humblot, Leipzig 1893, S. 93–95.
- mit Carl Watzinger: Griechische Grabreliefs in Südrußland. Reimer, Berlin 1909 (Digitalisat).